# Myrmecium fuscum
Myrmecium fuscum är en spindelart som beskrevs av Dahl 1907. Myrmecium fuscum ingår i släktet Myrmecium och familjen flinkspindlar.
Artens utbredningsområde är Bolivia. Inga underarter finns listade i Catalogue of Life.